# Kōmyō

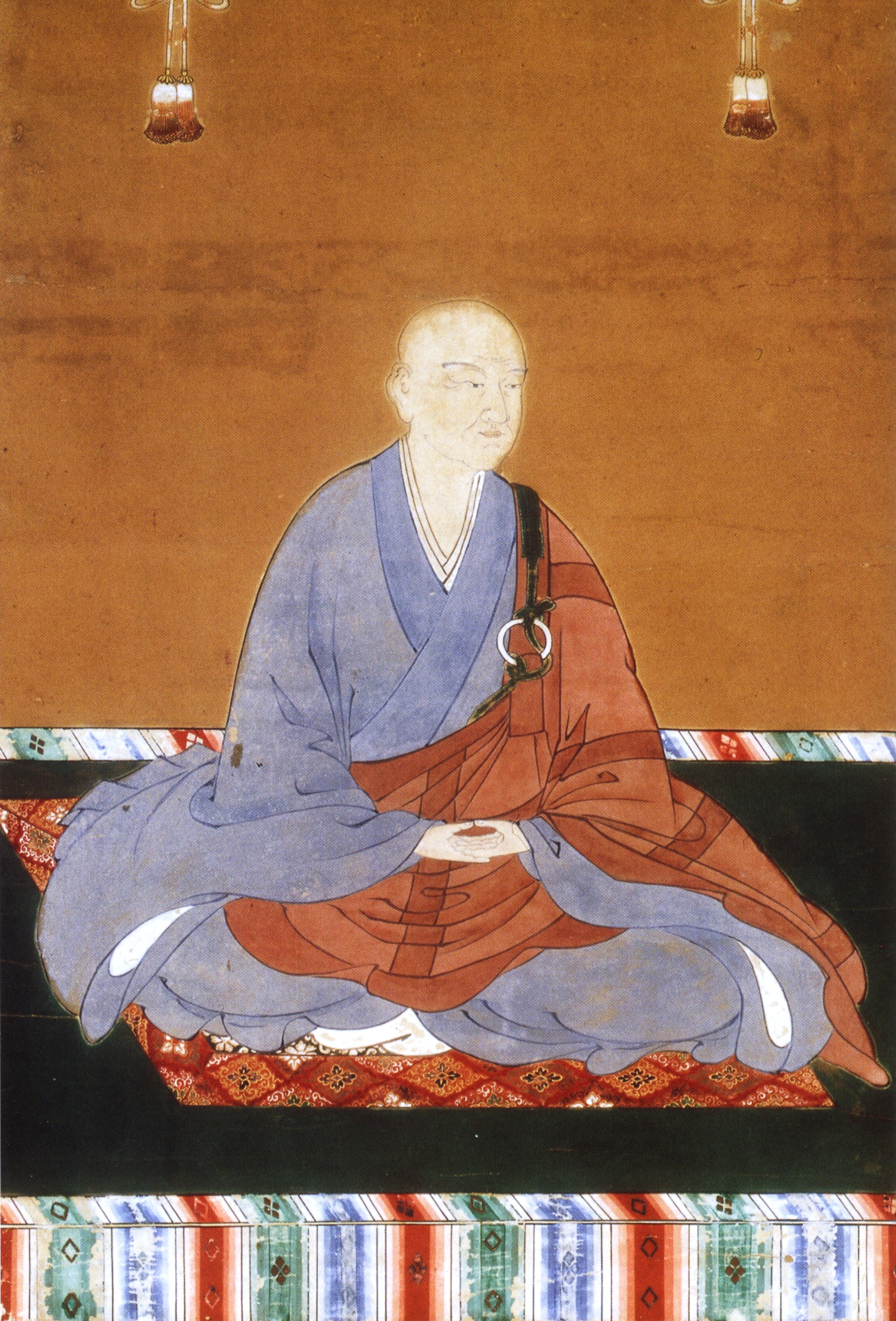
Kaiser Kōmyō

Kōmyō (jap. 光明天皇, Kōmyō-tennō; * 11. Januar 1322; † 26. Juli 1380) war der zweite der sogenannten Ashikaga-Thronprätendenten (obwohl diese Bezeichnung hier nicht ganz exakt ist) des Nordhofes während der Zeit der Nord- und Südhöfe. Er war der erste der Nordhof-Kaiser, der tatsächlich vom Ashikaga-Shōgunat unterstützt wurde. Er beanspruchte den Thron des Tennō vom 20. September 1336 bis zum 18. November 1348. Sein persönlicher Name war Yutahito (豊仁).

## Genealogie
Er war der zweite Sohn des Go-Fushimi-tennō. Seine Mutter war Saionji Neishi (西園寺寧子), Tochter von Saionji Kinhira (西園寺公衡).

## Leben
Als Ashikaga Takauji, der gegen die Kemmu-Restauration des Go-Daigo-tennō rebellierte, im Jahre 1336 in Kyōto einzog, floh Go-Daigo zum Enryaku-ji auf den Berg Hiei-zan. Obwohl sich die Throninsignien Japans nicht in seinem Besitz befanden, wurde Prinz Yutahito zum Tennō gekrönt und dadurch der "Nordhof" begründet. Go-Daigo entkam später nach Yoshino und gründete dort den "Südhof", der heute wegen seines Besitzes der Thronregalien als rechtmäßige Dynastie angesehen wird.
Am 18. November 1348 dankte er zugunsten des ältesten Sohnes seines älteren Bruders, des Kōgon-tennō, ab. Dieser wurde zum Sukō-tennō gekrönt.
Im Jahre 1352 nutzte der Südhof-Tennō Go-Murakami die Gelegenheit der Kan'ō-Unruhe, einer Familienfehde des Ashikaga-Clans, um Kyōto einzunehmen und Kōmyō zusammen mit den Tennō Kōgon und Sukō sowie den Kronprinzen mitzunehmen.
Während der Shōhei genannten Ära der Wiedervereinigung wurden Kōmyō und sein Gefolge in der Provinz Yamato, im heutigen Dorf Nishiyoshino im Bezirk Yoshino der Präfektur Nara unter Hausarrest gestellt. 1355 kehrte er nach Kyōto zurück und trat in ein Kloster ein. Er starb am 26. Juli 1380.

## Japanische Zeitrechnung während seiner Regentschaft
- Nordhof
  - Kenmu
  - Ryakuō
  - Kōei
  - Jōwa
- Südhof
  - Engen
  - Kōkoku
  - Shōhei

## Rivalen am Südhof
- Go-Daigo-tennō
- Go-Murakami-tennō